# Il rifugio (film 2009)
Il rifugio (Le Refuge) è un film del 2009 diretto da François Ozon.
Interpretato da Isabelle Carré e dal cantante Louis-Ronan Choisy, al suo debutto come attore, il film affronta il tema della maternità e del periodo della gravidanza. Il film ha vinto il premio speciale della giuria al Festival Internazionale del Cinema di San Sebastián ed è stato presentato nella sezione "Festa mobile" al Torino Film Festival 2009.

## Trama
Mousse e Louis sono una giovane coppia innamorata, entrambi tossicodipendenti. A causa di una partita tagliata male di eroina, Louis muore di overdose, mentre Mousse è al suo fianco priva di sensi. Ancor prima di elaborare la tragicità dell'evento, la ragazza scopre di essere incinta. Ignorando le pressioni della famiglia di lui affinché abortisca, Mousse lascia Parigi, per rifugiarsi in una casa isolata in riva al mare. Durante il periodo di isolamento, Mousse ha modo di elaborare il lutto ed accettare l'imminente maternità, ma la sua solitudine dura poco, quando Paul, il fratello omosessuale di Louis, bussa alla sua porta. Seppur con notevoli difficoltà iniziali, i due instaurano un rapporto di complicità, in cui Paul l'aiuta con devozione nel delicato periodo della gravidanza.

## Produzione
Nei suoi precedenti lavori Ozon ha spesso raccontato la maternità senza mai soffermarsi sulla gravidanza. Da tempo aveva in mente di realizzare un progetto su questo tema. Un giorno un'amica attrice del regista, lo chiamò per informarlo di essere incinta, poi giorni dopo le propose la parte ma l'attrice declinò l'invito, non sentendosi pronta a girare un film nelle sue condizioni. Quando stava per abbandonare il progetto, Ozon venne informato che l'attrice Isabelle Carré era incinta. Dopo che la Carré accettò la parte, Ozon disse: Per anni ho sognato di girare un film con un'attrice incinta.
Mentre stava scrivendo la sceneggiatura, Ozon passò diverso tempo con Isabelle Carré, chiedendole tutte le sensazioni che la gravidanza le provocava. Nello scrivere la sceneggiatura Ozon è stato affiancato dal giovane sceneggiatore Mathieu Hippeau, che lo ha aiutato nella stesura dei dialoghi.
Come co-protagonista maschile è stato scelto il cantante francese Louis-Ronan Choisy, conosciuto semplicemente come Louis, qui al suo debutto come attore. Louis ha composto tutte le musiche del film e inoltre realizzato una canzone come tema principale del film.

## Distribuzione
Dopo aver fatto il giro di numerosi festival cinematografici, il film ha esordito nelle sale francesi il 27 gennaio 2010. In Italia la pellicola è stata distribuita da Teodora Film il 27 agosto 2010.

## Riconoscimenti
- Festival Internazionale del Cinema di San Sebastián
  - Premio speciale della giuria